# Jean-François Revel

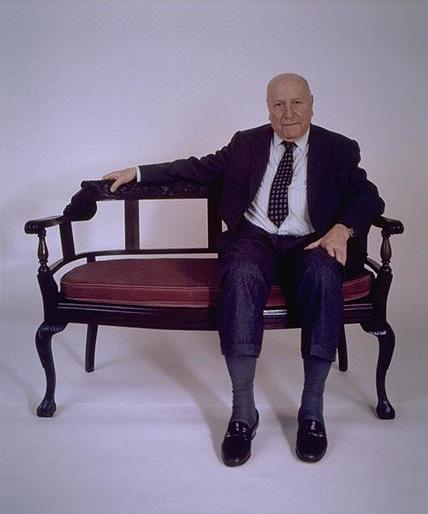
Jean-François Revel, 1999. Fotografin Elsa Dorfman

Jean-François Revel (* 19. Januar 1924 in Marseille; † 30. April 2006 in Paris) war Autor zahlreicher Bücher, Journalist und Philosoph.

## Leben
Revel wurde unter dem Namen Jean-François Ricard geboren und änderte seinen Nachnamen erst später in Revel.
Nach dem Schulbesuch in Marseille und Lyon ging er 1943 auf die École normale supérieure in Paris. Während dieser Zeit engagierte er sich im französischen Widerstand (Résistance) gegen die deutsche Besatzung.
Von Herbst 1947 bis zum Frühjahr 1948 hielt er sich als Dozent in Tlemcen, im damals noch französischen Algerien auf, 1950 war er, ebenfalls als Dozent, am Institut français in Mexiko, 1957 in Rom. Er veröffentlichte die ersten Bücher und schrieb für verschiedene Zeitschriften. Sein Italien-Buch wurde 1959 von Kasimir Edschmid als chauvinistische Verhöhnung „der gesamten Italianità“ abgekanzelt. Ab 1966 war er bei der politischen Wochenzeitschrift L’Express als festangestellter Redakteur und von 1978 bis 1981 ihr Chefredakteur tätig.
1971 wurde er mit dem Werk Weder Marx noch Jesus bekannt, das von den kulturellen und politischen Auswirkungen der gesellschaftlichen Umwälzungen der 68er-Bewegung handelte. Weitere Werke waren Die totalitäre Versuchung, So enden Demokratien und Der Mönch und der Philosoph (Dialoge mit seinem Sohn Matthieu Ricard).
Revel war seit 1997 Mitglied der Académie française. 1986 erhielt er den Konrad-Adenauer-Preis der Deutschland-Stiftung.
Revel starb im Alter von 82 Jahren in dem Pariser Krankenhaus Kremlin-Bicêtre an einer Herz-Kreislauf-Erkrankung.

## Werke
- Pourquoi des philosophes?, 1957
- Pour l'Italie, 1958 (dt. Italien. Illusion und Wirklichkeit. Ein Bericht über einen Mythos, Stuttgart 1959)
- Sur Proust, 1960
- La Cabale des dévots, 1962
- En France. La fin de l'opposition, 1965 (dt. Was ist mit den Franzosen los. Das Ende der Opposition, Karlsruhe 1966)
- Contrecensures, 1966
- Ni Marx ni Jésus, la nouvelle révolution mondiale est commencée aux Etats-Unis, 1970 (dt. Die Revolution kommt aus Amerika, Hamburg 1971; 1973 unter dem Titel Uns hilft kein Jesus und kein Marx)
- La Tentation totalitaire, 1976 (dt. Die totalitäre Versuchung, Frankfurt am Main, Berlin und Wien 1976, ISBN 3-548-00655-8)
- Histoire de la civilisation culinaire (dt. Erlesene Mahlzeiten. Mitteilungen aus der Geschichte der Kochkunst, Frankfurt am Main, Berlin und Wien 1979, ISBN 3-549-07391-7)
- La Grâce de l'État, 1981
- Comment les démocraties finissent, 1983 (dt. So enden die Demokratien, München und Zürich 1984, ISBN 3-492-00868-2)
- Le Rejet de l'État, 1984
- Une anthologie de la poésie française, 1984
- Le Terrorisme contre la démocratie, 1987
- La Connaissance inutile, 1988 (dt. Die Herrschaft der Lüge. Wie Medien und Politiker die Öffentlichkeit manipulieren, Wien und Darmstadt 1990, ISBN 3-552-04214-8)
- L'Absolutisme inefficace, ou Contre le présidentialisme à la française, 1992
- Le Regain démocratique, 1992
- Histoire de la philosophie occidentale, de Thalès à Kant, 1994 (dt. Geschichte der westlichen Philosophie. Von Thales bis Kant, Münster 2008, ISBN 978-3-8258-1168-6 oder ISBN 3-8258-1168-9)
- zusammen mit Matthieu Ricard: Le Moine et le Philosophe, 1997 (dt. Der Mönch und der Philosoph. Buddhismus und Abendland. Ein Dialog zwischen Vater und Sohn, Köln 1999, ISBN 3-462-03239-9)
- Mémoires, Le Voleur dans la maison vide, 1997, ISBN 978-2-259-18022-1 (In seinen Memoiren schreibt er über die zahlreichen Persönlichkeiten aus Politik und Kultur, mit denen er sich in seinen vielfältigen Tätigkeiten auseinandergesetzt hat und die seine Weltsicht geformt haben. Ein vielfältiges Bild Frankreichs von ca. 1940 bis 1984 eines kritisch beobachtenden Zeitzeugen)
- Fin du siècle des ombres, 1999
- La grande parade. Essai sur la survie de l'utopie socialiste, 2000
- L'obsession anti-américaine, 2002